# زرین‌رود (تاجیکستان)
زرین‌رود (به لاتین: Zarrinrud) یک منطقهٔ مسکونی در تاجیکستان است که در ناحیه پنجکنت واقع شده‌است.